# Verwaltungsgliederung des Hochstifts Würzburg
Diese Liste beschreibt die Verwaltungsgliederung des Hochstifts Würzburg.

## Unmittelbare Hochfürstliche Landämter
Unter Erwerb ist der Erwerb durch Würzburg genannt (auch wenn dieser vor Beginn der Amtsbildung lag). Als Zeitpunkt der Auflösung ist der Zeitpunkt des Endes der Würzburger Herrschaft genannt, auch wenn die Ämter unter neuer Hoheit weitergeführt wurden. Die Liste der Orte am Ende des HRR bezieht sich bei den vorher aufgelösten oder verkauften Ämtern auf den letzten Würzburger Besitzstand.
| Amt                                          | Amtssitz                                              | Erwerb          | Auflösung          | Orte am Ende des HRR | Anmerkung                                                                                          |
| -------------------------------------------- | ----------------------------------------------------- | --------------- | ------------------ | --- | -------------------------------------------------------------------------------------------------- |
| Amt Arnstein                                 | Arnstein (Unterfranken)                               | 1297            | 1802               | Stadt Arnstein und die Ortschaften Bettendorf, Binsbach, Binsfeld, Büchold, Eßleben, Erbshausen-Sulzwiesen, Gänheim, Greßthal, Halsheim, Hausen, Heugrumbach, Hundsbach, Kaisten, Müdesheim, Mühlhausen, Obersfeld, Opferbaum, Prebersdorf, Reichelheim mit Marbach, Rieden, Rütschenhausen, Sachserhof und Schwemmelsbach                   | Ober- und Zentamt, auch Amt Arnstein mit Büchold                                                   |
| Amt Aschach                                  | Aschach                                               | 1401            | 1802               | Markt Aschach sowie die Ortschaften Albertshausen, Bocklet, Burkardroth, Frauenroth, Gefäll, Großenbrach, Haard, Hassenbach, Hohn, Katzenbach, Kleinbrach, Langenleiten, Lauter, Poppenroth, Premich, Riedenberg, Roth, Sandberg, Schlimpfhof, Schmalwasser, Stangenroth, Steinach, Stralsbach, Waldberg, Waldfenster, Wollbach und Zahlbach | Ober- und Zentamt                                                                                  |
| Amt Aub mit Walkershofen                     | Aub                                                   | 0               | 0                  | Stadt Aub und die Ortschaften Walkershofen, Gülchsheim, Hemmersheim, Lipperichshausen, Oellingen, Pfallenheim, Rotheim und Sächselbach | Zentamt                                                                                            |
| Amt Aura im Sinngrunde                       | Aura im Sinngrunde                                    | 1660            | 1802               | Dörfern Aura im Sinngrund, Mittelsinn und Obersinn | Zentamt                                                                                            |
| Amt Bischofsheim                             | Bischofsheim                                          | 0               | 0                  | Stadt Bischofsheim und die Orte Burgwallbach, Frankenheim, Haselbach, Kilianshof, Oberbach, Oberweißenbrunn, Reußendorf, Rothenrain, Schönau, Sondernau, Unterweißenbrunn, Wegfurt, Weisbach und Wildflecken | Ober- und Zentamt                                                                                  |
| Amt Büchold                                  | Büchold                                               | 1753            | 1776               | Schloss und Ort Büchold | wurde 1776 dem Amt Arnstein zugeordnet                                                             |
| Amt Burleswaag                               | Schloss Burleswag                                     | 0               | 0                  | Anteil am Schloss Burleswagen | das kleinste Amt des Hochstifts                                                                    |
| Amt Botenlauben                              | Burg Botenlauben                                      | 1234            | im 17. Jahrhundert | Arnshausen, Reiterswiesen mit (Unter-)Botenlauben, Kronungen und Oberwerrn | ging im Amt Ebenhausen auf                                                                         |
| Amt Bütthard                                 | Bütthard                                              | 0               | 0                  | der Markt Bütthard und die Örter Euerhausen, Gaubüttelbrunn, Gützingen, Höttingen, Oeßfeld und Tiefenthal | Zentamt                                                                                            |
| Amt Dettelbach                               | Dettelbach                                            | 1484            | 1804               | die Städte Dettelbach und Schwarzach sowie die Dörfer Brück, Hürblach, Neuses am Berg und Schnepfenbach | Ober- und Zentamt                                                                                  |
| Amt Ebenhausen                               | Ebenhausen                                            | 0               | 0                  | Markt Ebenhausen und die Dörfer Arnshausen, Ebenhausen, Eltingshausen, Hain, Holzhausen, Kronungen, Maibach, Oberwerrn, Oerlenbach, Pfersdorf, Poppenhausen, Rannungen, Reiterswiesen und Rottershausen | Zentamt                                                                                            |
| Amt Ebern                                    | Ebern                                                 | 0               | 0                  | Stadt Ebern samt den Orten Bischwind, Brünn, Buch, Fierst, Frickendorf, Gemünd, Geroldswind, Gückelhirn mit Todtenweisach, Jesserndorf, Kraisdorf, Lohr, Manndorf mit Ottneuses u. Lind, Mürsbach m. Hilkersdorf, Pfarrweisach, Poppendorf, Preppach, Recheldorf, Reutersbrunn, Ruppach, Untermerzbach und Vorbach                           | Ober- und Zentamt                                                                                  |
| Amt Eltmann                                  | Eltmann                                               | 1278            | 1802               | Stadt Eltmann und die Dörfer Bischberg, Dippach, Ebelsbach, Eschenbach, Limbach, Neuschleichach, Oberschleichach, Roßstadt, Schönbach, Schönbrunn, Stettfeld, Trossenfurt, Tütschengereuth, Unterschleichach und Weisbrunn | Ober- und Zentamt                                                                                  |
| Amt Fladungen                                | Fladungen                                             | 0               | 0                  | Stadt Fladungen, die Hildenburg und die Orte Brüchs, Ginolfs, Hausen, Heufurt, Leubach, Nordheim, Oberelsbach, Oberfladungen, Roth, Rüdenschwinden, Unterelsbach | Zentamt                                                                                            |
| Amt Freudenberg                              | Freudenberg                                           | 0               | 0                  | Stadt Freudenberg sowie die beiden Dörfer Bochsthal und Ebenheit | Zentamt                                                                                            |
| Oberamt Gemünden                             | Gemünden                                              | 14. Jahrhundert | 1804               | Stadt Gemünden sowie die Ortschaften Halsbach, Hofstetten, Massenbuch, Michelau, Schonderfeld, Seifriedsburg und Weyersfeld | |
| Amt Gerolzhofen mit der Vogtei Hundelshausen | Gerolzhofen                                           | 0               | 0                  | Stadt Gerolzhofen sowie die Ortschaften Altmannsdorf mit Neuhof, Bischwind, Dampfach, Dingolshausen, Donnersdorf, Dürrfeld, Falkenstein, Grettstadt, Hundelshausen, Kleinrheinfeld, Michelau, Neuhausen, Püselsheim, Prüßberg, Vögnitz und Wonau                                                                                             | Ober- und Zentamt Gerolzhofen resp. der Vogtei Hundelshausen                                       |
| Amt Grünsfeld                                | Grünsfeld                                             | 0               | 0                  | Stadt Grünsfeld, die Dörfer Dittigheim, Gerchsheim, Hausen, Ilmspan, Impfingen, Krensheim, Oberwittighausen, Peimar, Unterwittighausen, Vilchband und Zimmern, sowie die Höfe Lilach und Uhlberg | Ober- und Zentamt                                                                                  |
| Amt Gunzendorf                               | Gunzendorf                                            | 0               | 0                  | würzburgischer Anteil an dem Ort Gunzendorf | |
| Amt Haltenbergstetten mit Laudenbach         | Schloss Haltenbergstetten                             | 1794            | 1802               | Stadt Niederstetten, die Ortschaften Dunzendorf, Ermershausen, Hagen, Laudenbach, Neubrunn, Oberndorf, Rinderfeld, Staigerbach, Streichental und Wermetshausen sowie das Condominat Vorbach-Zimmern und Münster | Ober- und Zentamt                                                                                  |
| Amt Hardheim                                 | Hardheim                                              | 0               | 0                  | Markt Hardheim und die Dörfer Bretzingen, Gerichtstetten, Höpfingen, Pülferingen, Rüdenthal, Steinfurt, Schweinberg und Waldstetten | Ober- und Zentamt                                                                                  |
| Amt Haßfurt                                  | Haßfurt                                               | 0               | 0                  | Stadt Haßfurt und die Ortschaften Altershausen, Augsfeld, Göttheim, Holzhausen, Humprechtshausen, Kleinmünster, Kleinsteinach, Knetzgau, Krum, Mechenried, Oberhohenried, Oberschwappach, Ottendorf, Prappach, Remershofen, Sylbach, Uchenhofen, Unterhohenried, Westheim und Wülflingen                                                     | Zentamt                                                                                            |
| Amt Heidingsfeld                             | Heidingsfeld                                          | 0               | 0                  | Stadt Heidingsfeld und den Ortschaften Eßfeld, Gerbrunn, Goßmannsdorf, Kist, Kleinrinderfeld und Waldbüttelbrunn | Oberamt                                                                                            |
| Amt Hilders (Amt Auersberg)                  | Hilders                                               | 0               | 0                  | Markt Hilders sowie die Ortschaften Brauerz, Lahrbach, Reulbach, Rommelsrain, Schandenhof, Simmershausen, Struthof und Wickers | Zentamt. Nach der Zerstörung der Auersburg im Bauernkrieg wurde der Amtssitz nach Hilders verlegt. |
| Amt Hofheim und Rottenstein                  | Hofheim in Unterfranken und die Burgruine Rottenstein | 0               | 0                  | Bromberg, Bühl, Bundorf, Ditterswind, Greßelgrund, Dippach, Eichelsdorf, Fitzendorf, Gemeinfeld, Goßmannsdorf, Hellingen, Hofstetten, Humprechtshausen, Junkersdorf, Kimmelsbach, Lendershausen, Neuses, Ostheim, Reckertshausen, Rügheim, Sulzbach, Ueschersdorf und Unfinden                                                               | Ober- und Zentamt                                                                                  |
| Amt Homburg am Main                          | Homburg am Main                                       | 0               | 0                  | Homburg am Main, Böttigheim, Erlenbach, der Markt Heidenfeld, Holzkirchen, Holzkirchhausen, Lengfurt, Neubrunn, Tiefenthal, Trennfeld und Wüstenzell | Ober- und Zentamt                                                                                  |
| Amt Homburg an der Werren                    | Burgruine Homburg                                     | 0               | 0                  | Adelsberg, Bühler, Gössenheim, Harrbach, Karsbach, Münster, Sachsenheim und Wernfeld | |
| Amt Iphofen                                  | Iphofen                                               | 0               | 0                  | Stadt Iphofen sowie die Ortschaften Hüttenheim, Neubirklingen, Rödelsee und Wiesenbrunn | Zentamt                                                                                            |
| Amt Jagstberg                                | Jagstberg                                             | 0               | 0                  | Stadt Jagstberg, dem ganerbschaftlichen Anteil des Hochstifts an der Stadt Künzelsau sowie den Dörfern Americhshausen, Hohenroth, Mulfingen, Ochsenthal, Seitelklingen, Simprechtshausen und Zeißenhausen | Zentamt                                                                                            |
| Amt Karlstadt                                | Karlstadt                                             | 0               | 0                  | Stadt Karlstadt sowie die Ortschaften Duttenbrunn, Erlenbach, Gambach, Hausen, Himmelstadt, Karlburg, Laudenbach, Mühlbach, Retzbach, Rettersbach, Rohrbach und Wiesenfeld | Ober- und Zentamt                                                                                  |
| Amt Kissingen                                | Kissingen                                             | 0               | 0                  | Stadt Kissingen sowie die Orte Garitz, Nüdlingen und Winkels | Ober- und Zentamt                                                                                  |
| Amt Kitzingen                                | Kitzingen                                             | 0               | 0                  | Stadt Kitzingen und den Orten Buchbrunn, Großenlangheim, Hohefeld, Hoheim, Mainstockheim, Repperndorf und Sulzfeld am Main | Ober- und Zentamt                                                                                  |
| Amt Klingenberg oder Schwanfeld              | Schloss Klingenberg                                   | 0               | 0                  | Schwanfeld, Gernach, Hirschfeld, Kolitzheim, Lindach, Ober- und Unterspiesheim, Stammheim, Wadenbrunn und Wipfeld | Ober- und Zentamt                                                                                  |
| Amt Königshofen im Grabfelde                 | Königshofen im Grabfeld                               | 0               | 0                  | Stadt Königshofen im Grabfeld und die Dörfer Alsleben, Althausen, Aub, Eyershausen, Gabolshausen, Herbstadt, Ipthausen, Merkershausen, Obereßfeld, Ottelmannshausen und Untereßfeld, dazu der würzburgische Anteil der Ganerbschaft Trappstadt                                                                                               | Ober- und Zentamt                                                                                  |
| Amt Lauda                                    | Lauda                                                 | 0               | 0                  | Stadt Lauda und den Orten Beckstein, Distelhausen, Heckfeld, Marbach, Oberlauda und Unterbalbach | Ober- und Zentamt                                                                                  |
| Amt Lauringen                                | Lauringen                                             | 0               | 0                  | Stadt Lauringen sowie die Orte Aidhausen, Birnfeld, Fuchsstadt, Happertshausen, Kerbfeld, Leinach, Sulzdorf und Wettringen | Zentamt                                                                                            |
| Amt Mainberg                                 | Mainberg                                              | 0               | 0                  | Mainberg, Abersfeld, Ballingshausen, Dittelbrunn, Ebertshausen, Forst, Greishausen, Hambach, Hausen, Hesselbach, Löffelsterz, Marktsteinach, Reichmannshausen, Schonungen, Üchtelhausen und Waldsachsen | Ober- und Zentamt                                                                                  |
| Amt Marktbibart                              | Markt Bibart                                          | 0               | 0                  | Markt Bibart sowie die Dörfer Altenspeckfeld, Altmannshausen mit Enzlar, Birnbaum m. Linden + Willmersbach, Diespeck + Egensee, Herbolzheim, Ingolstadt, Krautostheim und Ulsenheim | Zentamt                                                                                            |
| Amt Meiningen                                | Meiningen                                             | 1008            | 1542               | Stadt Meiningen, * Helba, Welkershausen, Walldorf, Leutersdorf, Vachdorf, Queienfeld und Wallbach (bis 1480) | |
| Amt Mellrichstadt                            | Mellrichstadt                                         | 0               | 0                  | Stadt Mellrichstadt und die Ortschaften Berkach, Eußenhausen, Frickenhausen, Hendungen, Mittelstreu, Oberstreu, Stockheim und Wolfmannshausen | Ober- und Zentamt                                                                                  |
| Amt Münnerstadt                              | Münnerstadt                                           | 0               | 0                  | Stadt Münnerstadt und die Orte Althausen, Burglauer und Wermerichshausen | Zentamt                                                                                            |
| Amt Neubrunn                                 | Neubrunn                                              | 1655            | 1686               | Neubrunn und Böttigheim | |
| Amt Neustadt an der Saale                    | Neustadt an der Saale                                 | 0               | 0                  | Stadt Neustadt an der Saale sowie die Orte Bastheim, Brendlorenzen, Herschfeld, Heustreu, Hohenroth, Hollstadt, Lebenhan, Leutershausen, Löhrieth, Mühlbach, Niederlauer, Oberebersbach, Rödelmaier, Salz, Strohlungen, Unsleben, Unterebersbach, Windshausen, Wollbach und Wülfershausen                                                    | Ober- und Zentamt                                                                                  |
| Amt Oberschwarzach                           | Oberschwarzach                                        | 0               | 0                  | Markt Oberschwarzach und die Dörfer Gereuth, Gräfenneuses, Handthal, Kammerforst, Kirchschönbach, Mutzenroth, Schallfeld, Schönaich, Untersambach und Wiebelsberg | Zentamt                                                                                            |
| Amt Poppenlauer                              | Poppenlauer                                           | 0               | 0                  | Poppenlauer und Maßbach | Amtskellerei                                                                                       |
| Amt Prölsdorf                                | Prölsdorf                                             | 0               | 0                  | Prölsdorf, Firmbach, Karbach, Obersteinbach, Schindelsee, Spielhof, Steindorf, Untersteinbach und Wustviel | Amtskellerei                                                                                       |
| Amt Proselsheim mit Rimpar                   | Proselsheim                                           | 0               | 0                  | Markt Proselsheim und den Dörfern Bergtheim, Burggrumbach, Dippach, Kürnach, Maidbrunn, Neusetz, Oberpleichfeld, Püsensheim, Rimpar und Unterpleichfeld | Ober- und Zentamt                                                                                  |
| Amt Remlingen                                | Neubrunn                                              | 1655            | 1686               | Erlenbach, Helmstadt, Holzkirchen, Holzkirchhausen, Lengfurt, Marktheidenfeld, Tiefenthal und Wüstenfeld | Centamt                                                                                            |
| Amt Ripperg                                  | Rippberg                                              | 0               | 0                  | Markt Rippberg und die Dörfer Gerolshan mit Neusaß, Gottersdorf, Hainstadt, Hambrunn und Hornbach | Amtskellerei                                                                                       |
| Amt Rothenfels                               | Rothenfels                                            | 0               | 0                  | Stadt Rothenfels sowie die Ortschaften Anspach, Bergrothenfels, Birkenfeld, Esselbach, Erlach, Greußenheim, Hafenlohr, Karbach, Mergenbrunn, Neustadt, Oberndorf, Pflochsbach, Roden, Sendelbach, Steinfeld, Waldzell, Windheim und Zimmern                                                                                                  | Ober- und Zentamt                                                                                  |
| Amt Röttingen mit Reichelsberg               | Röttingen                                             | 0               | 0                  | Stadt Röttingen sowie den Orten Aufstetten, Baldersheim mit der Burg Reichelsberg, Bieberehren, Bolzhausen, Buch, Burgerroth, Klingen, Königshofen, Riedenheim, Sächsenheim, Sonderhofen, Stalldorf, Strüth und Tauberrettersheim | Ober- und Zentamt Röttingen und die Herrschaft Reichelsberg                                        |
| Amt Schlüsselfeld                            | Schlüsselfeld                                         | 0               | 0                  | Stadt Schlüsselfeld sowie die Örter Adelsdorf, Burghöchstadt, Debersdorf, Heuchelheim, Oberrimbach, Rambach, Thüngbach und Thüngfeld | Ober- und Zentamt                                                                                  |
| Amt Seßlach                                  | Seßlach                                               | 0               | 0                  | Stadt Seßlach und die Ortschaften Dittersdorf, Gemünden an der Kreck, Gleismuthhausen, Hafenpreppach, Hattersdorf, Käßlitz, Memmelsdorf, Schottenstein, Mölkendorf, Welzberg und Unterelldorf | Zentamt                                                                                            |
| Amt Sulzfeld oder Wildberg im Grabfelde      | Sulzfeld (im Grabfeld)                                | 0               | 0                  | Sulzfeld (im Grabfeld), Eichenhausen, Großbardorf, Großeibstadt, Saal, Seubrigshausen und Weichtungen | Zentamt                                                                                            |
| Amt Trimberg                                 | Trimberg                                              | 0               | 0                  | Trimberg, Aura, Altbessingen, Burghausen, Elfershausen, Engenthal, Euerdorf, Fuchsstadt, Gauaschach, Langendorf, Machtilshausen, Neubessingen, Oehrberg, Oberthulba, Ramsthal, Schwebenried, Sulzthal, Wasserlosen, Westheim, Wirmsthal, Wittershausen und Wülfershausen                                                                     | Ober- und Zentamt                                                                                  |
| Amt Veitshöchheim                            | Veitshöchheim                                         | 0               | 0                  | Veitshöchheim, Erlabrunn, Gundersleben, Margetshöchheim, Oberleinach, Thüngersheim, Unterleinach, Zell und Zellingen | Zentamt                                                                                            |
| Amt Volkach                                  | Volkach                                               | 0               | 0                  | Stadt Volkach und die Örter Escherndorf, Köhler, Nordheim, Obervolkach, Sommerach und Untereußenheim | |
| Klosteramt Wechterswinkel                    | Wechterswinkel                                        | 0               | 0                  | Wechterswinkel, Braidbach, Frickenhausen, Geckenau, Reyersbach, Rödles, Schönau und Unterwaldbehrungen | Kloster- und Probstamt Wechterswinkel                                                              |
| Amt Werneck                                  | Werneck                                               | 0               | 0                  | Werneck, Eckartshausen, Egenhausen, Ettleben, Garstadt, Geldersheim, Hergolshausen, Kützberg, Rundelshausen, Schleerieth, Schnackenwerth, Schrautenbach, Sömmersdorf, Stettbach, Vaspühl, Waigolshausen und Zeuzleben | Zentamt                                                                                            |
| Ganerbisches Amt Widdern                     | Widdern                                               | 0               | 0                  | ganerbischer Anteil des Hochstifts an der Stadt Widdern | |
| Amt Zabelstein                               | Burgruine Zabelstein                                  | 1303            | 1687               | Altmannsdorf, Donnersdorf, Falkenstein, Kleinrheinfeld und Wohnau | Wurde dem Amt Gerolzhofen zugeordnet.                                                              |

## Mittelbare Besitzungen des Hochstifts

### Orte, Ämter und Kellereien des hohen Domkapitels
- Kellerei Braunsbach
- Kellerei Eibelstadt, Randersacker und Theilheim
- Kellerei zu Eußenheim und Aschfeld
- Kellerei zu Frickenhausen
- Amtsvogtei zu Grafenrheinfeld und Rödlein
- Stadtschultheißen- und Zentamt zu Ochsenfurt
- Kellerei zu Klein-Ochsenfurt
- Oberschultheißenamt zu Rettstadt und Stetten
- Schultheißenamt zu Sulzdorf
- Kellerei zu Westheim
- Kellerei zu Willanz- und Tiefenstockheim
- Schultheißenamt zu Zeibelried

## Das Vizedomamt Würzburg
In der Hauptstadt Würzburg war der Vizedom der höchste Beamte der Landesherrschaft.

## Weitere
1685 erwarb Würzburg endgültig die Landeshoheit über das Amt Theres von Bamberg. Das Amt war der weltliche Herrschaftsbereich des Klosters Theres. Würzburg besaß Vogteirechte im Amt Maßbach.
1691 bis 1732 besaß Würzburg das kurpfälzische Amt Boxberg als Pfand für 80.000 Gulden. 1732 wurde das Pfand eingelöst.

## 1631 bis 1634
Im Dreißigjährigen Krieg stand das Amt 1631 bis 1634 unter schwedischer bzw. sachsen-weimarischer Regierung (siehe Herzogtum Franken#Neuzeit). Organisatorisch wurde das Hochstift in Hauptmannschaften eingeteilt. Dies waren:
| Hauptmannschaft                         | Hauptort                | Ämter                                                                                |
| --------------------------------------- | ----------------------- | ------------------------------------------------------------------------------------ |
| Hauptmannschaft Würzburg                | Würzburg                |                                                                                      |
| Hauptmannschaft Karlstadt               | Karlstadt               |                                                                                      |
| Hauptmannschaft Ochsenfurt              | Ochsenfurt              |                                                                                      |
| Hauptmannschaft Gerolzhofen             | Gerolzhofen             |                                                                                      |
| Hauptmannschaft Mainberg                | Mainberg                | Mainberg, Haßfurt, Ebenhausen und Werneck, der Vogtei Bodenlauben und dem Amt Theres |
| Hauptmannschaft Königshofen im Grabfeld | Königshofen im Grabfeld |                                                                                      |
| Hauptmannschaft Ebern                   | Ebern                   | Raueneck, Ebern, Altmann                                                             |
| Hauptmannschaft Fladungen               | Fladungen               |                                                                                      |

## Centämter
Die jeweiligen Centgerichte sind in den jeweiligen Ämtern dargestellt. Daneben gab es Centämter, die nicht an bestehende Vogteiämter angebunden waren. Es bestanden folgende würzburgische Centen, in Ämtern, die gleichzeitig würzburgisch landesherrlich waren:
| - Cent Arnstein - Cent Aschach - Cent Aub - Cent Aura - Cent Bischofsheim - Cent Bütthart - Cent Carlsberg - Cent Carlstadt - Cent Donnersdorf - Cent Ebenhausen - Cent Ebern - Cent Eltmann - Cent Fladungen - Cent Freudenberg | - Cent Geltersheim - Gemündener Halsgericht - Cent Gerolzhofen - Cent Grünfels - Cent Hartheim - Cent Haßfurt - Cent Heydingsfeld - Cent Hilders - Cent Hohenaich - Cent Homburg - Cent Jagstberg - Cent Iphofen - Cent Kitzingen - Cent Königsberg | - Cent Königshofen - Cent Lauda - Cent Marktbibart - Cent Marktsteinach (siehe Amt Mainberg) - Cent Mechenried - Cent Medlitz - Cent Mellrichstadt - Cent Mittelsinn - Cent Münnerstadt - Cent Neustadt - Cent Oberschwarzach - Cent Proselsheim - Cent Remlingen - Cent Retzbach | - Cent Rimpar (siehe Amt Prosselsheim) - Cent Rippberg - Cent Rothenfels - Cent Röttingen - Cent Schlüsselfeld - Cent Seßlach - Cent Stadtschwarzach - Cent Trimberg - Cent Werneck - Cent Wettringen - Cent Wildberg - Cent Wipfeld - Cent Würzburg |

Eine Reihe weiterer Centen waren von Würzburg als Lehen an Dritte vergeben.
| Cent                                 | Besitzer                  |
| ------------------------------------ | ------------------------- |
| Cent Albrechtshausen                 | Freiherren von Wolffskeel |
| Cent Burghaßlach                     | Grafen von Castell        |
| Cent Selmitzheim                     | Grafen von Limpurg        |
| Cent Rattelsdorf                     | Kloster Michelsberg       |
| Cent Ochsenfurt                      | Domkapitel Würzburg       |
| Cent Schweinshaupten                 | Freiherren von Fuchs      |
| Cent Kastell                         | Grafen von Castell        |
| Cent Traustadt                       | Grafen von Voit           |
| Cent Euerheim                        | Grafen von Schönborn      |
| Centen Scheinfeld und Marksteinsheim | Fürst von Schwarzenberg   |
| Cent Ullstadt                        | Herren von Frankenstein   |
| Cent Tundorf                         | Freiherrn von Rosenbach   |